# Takafumi Nishitani
Takafumi Nishitani (jap. 西谷 岳文 Nishitani Takafumi; ur. 17 stycznia 1979 w Tadaoce) – japoński łyżwiarz szybki specjalizujący się w short tracku, mistrz olimpijski z Nagano (1998), trzykrotny medalista mistrzostw świata, multimedalista zimowej uniwersjady.
Początkowo trenował koszykówkę. W 1998 roku został mistrzem Japonii na dystansie 500 m, uzyskując w ten sposób prawo startu w igrzyskach olimpijskich w Nagano. Wystąpił w jednej konkurencji – biegu na 500 m i zdobył w nim złoty medal olimpijski. Uczestniczył również w dwóch kolejnych zimowych igrzyskach olimpijskich – w Salt Lake City zajął piąte miejsce w sztafecie i ósme w biegu na 500 m, a w Turynie był piętnasty na 500 m i nie został sklasyfikowany w sztafecie.
W latach 1998–2005 wielokrotnie uczestniczył w mistrzostwach świata. Trzykrotnie stanął na podium zawodów tej rangi – w 2000 roku w Sheffield zdobył srebrny medal w biegu sztafetowym, a w 1999 i 2004 został brązowym medalistą w drużynowych mistrzostwach świata.
W 2003 roku zdobył dwa medale zimowych igrzysk azjatyckich w Aomori. W biegu na 500 m zdobył srebrny medal, a w biegu sztafetowym brązowy.
Pięciokrotnie zdobył medale zimowej uniwersjady. W 1999 roku w Popradzie wywalczył brąz na 500 m, srebro na 3000 m i złoto w biegu sztafetowym. W 2001 roku w Zakopanem zdobył złoto na 500 m i brąz w sztafecie.
Po starcie olimpijskim w Turynie w 2006 roku zakończył karierę w short tracku i zaczął uprawiać kolarstwo torowe.